# Kupa na Sŭvet·skata armiya 1958-1959
La Coppa dell'Esercito sovietico 1958-1969 è stata la 14ª edizione di questo trofeo, e la 19ª in generale di una coppa nazionale bulgara di calcio,  terminata il 2 maggio 1959. Il Levski Sofia ha vinto il trofeo per l'ottava volta.

## Primo Turno
| Squadra 1         | Risultato   | Squadra 2        |
| ----------------- | ----------- | ---------------- |
| Slavia Sofia      | 4 – 1       | Černo More Varna |
| Ludogorec         | 2 – 1       | Beroe            |
| Lokomotiv Sofia   | 7 – 1       | Svetkavica       |
| Spartak Pleven    | 6 – 0       | Minjor Brezhani  |
| Botev Vraca       | 0 – 1       | Levski Sofia     |
| Lokomotiv Plovdiv | 1 – 0       | Arda Kărdžali    |
| FK Etăr           | 3 – 2       | Dobrudža         |
| CSKA Sofia        | 0 – 2       | Botev Plovdiv    |
| Minjor Pernik     | 0 – 0 (dts) | Spartak Plovdiv  |

### Replay
| Squadra 1       | Risultato | Squadra 2     |
| --------------- | --------- | ------------- |
| Spartak Plovdiv | 1 - 0     | Minjor Pernik |

## Ottavi di finale
| Squadra 1            | Risultato   | Squadra 2         |
| -------------------- | ----------- | ----------------- |
| Lokomotiv Sofia      | 1 – 0       | Slavia Sofia      |
| Levski Sofia         | 4 – 0       | Lokomotiv Plovdiv |
| Botev Plovdiv        | 2 – 1 (dts) | Dunav Ruse        |
| Liteks Loveč         | 0 – 6       | Spartak Pleven    |
| FK Černomorec Burgas | 3 – 1       | FK Etăr           |
| Marek Dupnica        | 2 – 3 (dts) | Sliven            |
| Ludogorec            | 2 – 3       | Spartak Varna     |
| Spartak Plovdiv      | 4 – 1       | Akademik Sofia    |

## Quarti di finale
| Squadra 1      | Risultato | Squadra 2            |
| -------------- | --------- | -------------------- |
| Spartak Pleven | 1 – 0     | Botev Plovdiv        |
| Spartak Varna  | 1 – 0     | FK Černomorec Burgas |
| Sliven         | 0 – 2     | Spartak Plovdiv      |
| Levski Sofia   | 3 – 2     | Lokomotiv Sofia      |

## Semifinali
| Squadra 1       | Risultato   | Squadra 2      |
| --------------- | ----------- | -------------- |
| Levski Sofia    | 2 – 1       | Spartak Varna  |
| Spartak Plovdiv | 2 – 2 (dts) | Spartak Pleven |

### Replay
| Squadra 1      | Risultato | Squadra 2       |
| -------------- | --------- | --------------- |
| Spartak Pleven | 0 - 1     | Spartak Plovdiv |

## Finale
| Arbitro: | Antonín Ružička |

|          |           |  |
| Peev 73’ | Marcatori |  |